# Tichigan (Wisconsin)
Tichigan es un lugar designado por el censo ubicado en el condado de Racine en el estado estadounidense de Wisconsin. En el Censo de 2010 tenía una población de 5.133 habitantes y una densidad poblacional de 150,03 personas por km².

## Geografía
Tichigan se encuentra ubicado en las coordenadas 42°48′40″N 88°12′32″O / 42.81111, -88.20889. Según la Oficina del Censo de los Estados Unidos, Tichigan tiene una superficie total de 34.21 km², de la cual 29.07 km² corresponden a tierra firme y (15.03%) 5.14 km² es agua.

## Demografía
Según el censo de 2010, había 5.133 personas residiendo en Tichigan. La densidad de población era de 150,03 hab./km². De los 5.133 habitantes, Tichigan estaba compuesto por el 97.8% blancos, el 0.19% eran afroamericanos, el 0.19% eran amerindios, el 0.64% eran asiáticos, el 0.08% eran isleños del Pacífico, el 0.39% eran de otras razas y el 0.7% pertenecían a dos o más razas. Del total de la población el 1.99% eran hispanos o latinos de cualquier raza.